# Hypotyphlus pandellei
Hypotyphlus pandellei is een keversoort uit de familie van de loopkevers (Carabidae). De wetenschappelijke naam van de soort is voor het eerst geldig gepubliceerd in 1867 door Saulcy.